# Советская Латвия (фильм, 1950)
«Сове́тская Ла́твия» (латыш. «Padomju Latvijа») — цветной полнометражный документальный фильм, снятый режиссёром Ф. Киселёвым по совместному с В. Калныньшем сценарию на Рижской киностудии в 1950 году.
 Первый цветной фильм, снятый в Латвийской ССР. Обладатель специального приза жюри Каннского фестиваля 1951 года.

## Сюжет
В фильме рассказывается о трудовых буднях республики. Перед зрителями проходит калейдоскоп промышленных предприятий, колхозов, культурных и учебных учреждений: Кегумская электростанция, ВЭФ, фабрика «Большевичка», Рижский вагоностроительный и судоремонтный заводы, предприятия других городов, праздник урожая в колхозе «Селия». Панорама сельского ландшафта и красота архитектурных памятников Риги.

## Съёмочная группа
- Авторы сценария: В. Калныньш, Ф. Киселёв
- Режиссёр-постановщик: Фёдор Киселёв
- Операторы: Вадим Масс, Шалва Гегелашвили, Михаил Посельский, Б. Шер, Герман Шулятин
- Звукооператор: К. Бакс
- Композитор: Адольф Скулте
- Автор текста: Семён Нагорный
- Рассказчик: Борис Подниекс

### Награды
- Специальный приз жюри на Каннском кинофестивале (1951)
- Сталинская премия второй степени (Фёдор Киселёв, Вадим Масс, Герман Шулятин, 1951)

### Технические данные
- моно
- цветной, 35 мм.
- 52 мин